# 17. december
17. december er dag 351 i året i den gregorianske kalender (dag 352 i skudår). Der er 14 dage tilbage af året.
Dagens navn er Albina.

### Begivenheder
Født - Dødsfald
- 1538 - Den engelske konge Henrik 8. bandlyses af den romerskkatolske kirke.
- 1790 - I Mexico udgraves en 24-tons tung "solsten" forsynet med astronomiske symboler. Det viser sig at være en kalender, baseret på solens og stjernernes bevægelser, mere end 100 år ældre end den gregorianske kalender.
- 1859 - Frederiksborg Slot brænder, dog skånes det meste af slotskirken.
- 1892 - Tjajkovskijs ballet 'Nøddeknækkeren' opføres for første gang; det sker i Sankt Petersborg.
- 1903 - Orville og Wilbur Wright gennemfører historiens første flyvning i en motoriseret flyvemaskine tungere end luften.[1]
- 1942 - Den engelske udenrigsminister Anthony Eden fortæller Underhuset om massehenrettelser af jøder begået af nazisterne.
- 1944 - Malmédy-massakren: SS-soldater forsøger at dræbes op mod 120 amerikanske krigsfanger under Ardenneroffensiven.
- 1956 - Aftale mellem Rusland og Tyskland om udstationering af tropper fra Den røde Hær i Polen.
- 1967 - Udbrydere fra SF stifter partiet Venstresocialisterne, VS.
- 1981 - Den amerikanske brigadegeneral James L. Dozier kidnappes i Verona, Italien af de Røde Brigader.
- 1981 - Danmark sætter kulderekord i december med -25,6 °C målt i Døvling ved Billund
- 1983 - IRA bomber Harrods stormagasinet i London og dræber 6 personer.
- 1989 - Det første lange afsnit med The Simpsons bliver vist. Afsnittet hedder Simpsons Roasting On An Open Fire.
- 1991 - EF-landene beslutter at anerkende Slovenien og Kroatien som selvstændige stater fra 15. januar 1992.
- 1992 - Israel udviser 415 "palæstinensiske fundamentalister" til ingenmandsland mellem Israel og Libanon.
- 1996 - Ghaneseren Koffi Annan vælges som generalsekretær for FN.
- 1996   - 6 udenlandske Røde Kors medarbejdere myrdes på et felthospital i Tjetjenien. 124 undslipper, heriblandt en dansk sygeplejerske.

### Født
- 1749 - Domenico Cimarosa, italiensk komponist (død 1801).
- 1778 - Humphry Davy, engelsk kemiker og fysiker (død 1829).
- 1840 - C.F.E. Horneman, dansk komponist (død 1906).
- 1842 - Sophus Lie, norsk matematiker (død 1899).
- 1855 - Ole Hansen, dansk politiker og landstingsformand (død 1928).
- 1893 - Ole Bjørn Kraft, dansk politiker og minister (død 1980).
- 1897 - Flemming Hvidberg, dansk teolog, politiker og minister (død 1959).
- 1907 - Henning Karmark, dansk filmproducent (død 1989).
- 1908 - Willard Frank Libby, amerikansk kemiker (død 1980).
- 1912 - Edward Short, britisk politiker (død 2012).
- 1923 - Thøger Olesen, dansk forfatter og sangskriver (død 1977).
- 1930 - Armin Mueller-Stahl, tysk skuespiller.
- 1936 - Tommy Steele, engelsk sanger og skuespiller.
- 1936 - Pave Frans, argentinskfødt Biskop af Rom.
- 1937 - Anne Marie Bjerg, dansk forfatter og oversætter.
- 1937 - Bent Solhof, dansk pædagog og skaber af Prop og Berta (død 2016).
- 1944 - Bernard Hill, engelsk skuespiller (død 2024).
- 1947 - Ingvar Cronhammar, dansk billedhugger (død 2021).
- 1948 - Kemal Kılıçdaroğlu, tyrkisk præsident.
- 1952 - Peter A.G. Nielsen, dansk rockmusiker (Gnags).
- 1953 - Bill Pullman, amerikansk skuespiller.
- 1955 - Kim Sjøgren, dansk violinist og kapelmester.
- 1956 - Peter Farrelly, amerikansk filminstruktør.
- 1967 - Gigi D'Agostini, italiensk musiker.
- 1971 - Claire Forlani, engelsk skuespillerinde.
- 1973 - Paula Radcliffe, engelsk langdistanceløber.
- 1975 - Milla Jovovich, ukrainsk-født skuespiller og model.
- 1977 - Arnaud Clément, fransk tennisspiller.
- 1990 - Abderrazak Hamed-Allah, marokkansk fodboldspiller.
- 1998 - Martin Ødegaard, norsk fodboldspiller.

### Dødsfald
- 1273 - Jalal-od-din Rumi, iransk digter, mystiker og stifter af sufi-ordenen de dansende dervisher (født 1207)
- 1802 - Johannes Wiedewelt, dansk billedhugger, druknede sig i Sortedamssøen (født 1731).
- 1839 - Simon Bolivar, sydamerikanske frihedshelt (født 1783). - død af tuberkulose.
- 1875 - Hans Brøchner, dansk filosof (født 1820).
- 1939 - Achton Friis, dansk maler og forfatter (født 1871).
- 1981 - Mehmet Shehu, albansk politiker og premierminister (født 1913).
- 1984 - Sonja Ferlov Mancoba, dansk billedhugger (født 1911).
- 1989 - Henning Gantriis, dansk tegner (født 1918).
- 1995 - Finn Gerdes, dansk forfatter og maler (født 1914).
- 2004 - Ib Mossin, dansk skuespiller (født 1933).
- 2008 - Freddy Breck, tysk schlagersanger (født 1942).
- 2009 - Jennifer Jones, amerikansk skuespillerinde (født 1919).
- 2010 - Captain Beefheart, amerikansk musiker og maler (født 1941).
- 2011 - Kim Jong-il, nordkoreansk diktator (født 1941).
- 2012 - Daniel Inouye, amerikansk politiker (født 1924).
- 2016 - Henry Heimlich, amerikansk læge (født 1920).